# استنلی شکتر
استنلی شَکتر (انگلیسی: Stanley Schachter؛ ۱۵ آوریل ۱۹۲۲ – ۷ ژوئن ۱۹۹۷) یک دانشمند، پژوهشگر و متخصص برجستهٔ روان‌شناسی و روان‌شناسی اجتماعی اهل ایالات متحده آمریکا بود.
شهرت او به واسطهٔ نظریه دو عاملی هیجان است که در سال ۱۹۶۲ میلادی به‌همراه جروم ای. سینگر ارائه شد. او همچنین پژوهش‌های فراوانی در زمینهٔ چاقی، پویایی گروه، ترتیب تولد و سیگار کشیدن دارد.
بر پایه‌ٔ گزارش مجله روان‌شناسی عمومی، او هفتمین روان‌شناس قرن بیستم از لحاظ بیشترین استناد در مقالات روان‌شناسی است.
وی همچنین برندهٔ جوایزی همچون کمک‌هزینه گوگنهایم و برنامه فولبرایت شده‌است.